# Sims Reeves
Pour les articles homonymes, voir Reeves.
John Sims Reeves (Londres, 21 octobre 1821 - Worthing, 25 octobre 1900) est un ténor anglais d'opéra, d'oratorio et de ballades de l'époque victorienne.
Reeves a commencé sa carrière de chanteur en 1838 mais a poursuivi ses études de chant jusqu'en 1847. Il s'est rapidement imposé sur la scène de l'opéra et des concerts et est devenu connu pour son interprétation de ballades. Il a continué à chanter dans les années 1880 et plus tard a enseigné et écrit sur le chant.

## Débuts musicaux
Sims Reeves est né à Shooter's Hill (en), dans le Kent, en Angleterre. Ses parents étaient John Reeves, un musicien d'origine du Yorkshire, et sa femme, Rosina. Il a reçu sa première éducation musicale de son père, une basse soliste du Royal Artillery Band, et probablement du chef d'orchestre, George McKenzie. À l'âge de quatorze ans, il est nommé chef de chœur de l'église de North Cray et remplit les fonctions d'organiste. Il semble avoir étudié la médecine pendant un an mais a changé d'orientation quand il a acquis sa voix d'adulte : il a d'abord été baryton, formé auprès de Thomas Simpson Cooke (en). Il a également appris le hautbois, le basson, le violon,le  violoncelle et d'autres instruments. Il a ensuite étudié le piano auprès de Johann Baptist Cramer.

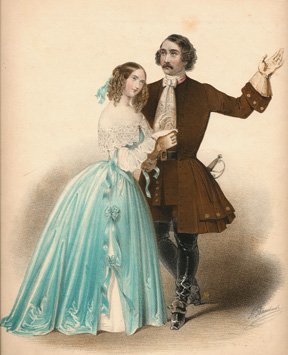
Reeves avec Catherine Hayes à La Scala, 1846

Il a fait sa première apparition à Newcastle en 1838 ou 1839 dans le rôle d'un jeune gitan dans Guy Mannering de Henry Rowley Bishop, et dans celui du comte Rodolfo dans La sonnambula (partie de baryton). Plus tard, il a joué au Grecian Saloon, à Londres, sous le nom de Johnson. Il a continué à étudier le chant avec MM. Hobbs et T. Cooke et a joué sous la direction de William Charles Macready à Drury Lane (1841-1843) dans des rôles secondaires du théâtre parlé et dans King Arthur de Henry Purcell (« Come if you dare »), Der Freischütz (dans le rôle d'Ottokar), et Acis and Galatea en 1842 lorsque la pastorale de Haendel a été mise en scène dans les décors de Clarkson Frederick Stanfield.
En été 1843, Reeves a étudié à Paris avec le ténor et pédagogue Marco Bordogni du Conservatoire de Paris. Bordogni a été chargé de faire naître et de développer la partie haute de la voix (ténor) avec les fameuses notes de tête riches et brillantes. D'octobre 1843 à janvier 1844, Reeves apparaît dans un programme très varié de drames musicaux, notamment les rôles d'Elvino dans La sonnambula et de Tom Tug dans The Waterman de Charles Dibdin, au théâtre de Manchester. Au cours des deux années suivantes, il s'est produit également à Dublin, Liverpool et ailleurs dans les provinces. Dans la même période, surtout à partir de 1845, il a poursuivi ses études à l'étranger, notamment auprès de Alberto Mazzucato (1813-1877), le compositeur de drames et professeur de chant alors nouvellement nommé au Conservatoire de Milan,.
Ses débuts dans l'opéra italien ont eu lieu le 29 octobre 1846 à La Scala de Milan dans le rôle d'Edgardo de Lucia di Lammermoor de Donizetti, en partenariat avec Catherine Hayes (en) : il a reçu un bon accueil, et Giovanni Battista Rubini lui a rendu hommage en personne (Ce rôle est devenu le plus grand de Reeves, et sa femme l'a donc surnommé 'Gardie'.). Pendant six mois, il a chanté dans les principaux opéras italiens, et enfin à Vienne, et il est retourné en Angleterre.

## 1844-1848: débuts anglais à l'opéra et au concert
Il est retourné à Londres en 1847, apparaissant en mai dans un gala de bienfaisance pour William Vincent Wallace, et en juin dans l'un des « Antient Concerts ». En septembre 1847, il a chanté à Édimbourg avec Jenny Lind. Son premier rôle principal sur la scène lyrique anglaise a été avec la compagnie anglaise d'opéra de Louis-Antoine Jullien au Théâtre de Drury Lane en décembre 1847 dans Lucia, en anglais, avec Mme Doras Gras (Lucia) et Willoughby Weiss, remportant un succès immédiat et quasi universel, notamment de la part d'Hector Berlioz, qui a dirigé le spectacle (Berlioz l'a pris pour un Irlandais.). Dans la même saison, dans The Maid of Honor de Balfe (basé sur le sujet de Flotow Martha), il a créé le rôle de Lyonnel. En mai 1848, il rejoint la compagnie de Benjamin Lumley au Her Majesty's Theatre et chante Linda di Chamounix avec Eugenia Tadolini, mais il a rompu le lien lorsque Italo Gardoni a été amené à chanter Edgardo dans Lucia face à Jenny Lind. Mais cet automne-là, à Manchester, il chante dans Lucia et La sonnambula, quelques jours après l'apparition de Lind dans les mêmes œuvres là-bas, et Reeves a obtenu les meilleures critiques. Reeves a chanté La sonnambula et Lucia à Covent Garden en octobre.
Dans le genre oratorio, Reeves a chanté pour la première fois le Messie à Glasgow, en Écosse, en 1844. En février 1848, il a chanté Judas Maccabaeus de Haendel, à Exeter Hall pour John Pyke Hullah, Acis and Galatea  en mars et Jephtha en avril et mai,. Pendant ce temps, il s'est imposé comme le premier chanteur de ballades en Angleterre. En septembre 1848, au festival de Worcester, il prit un solo dans Elias, et a chanté dans Le Christ au Mont des Oliviers de Beethoven, et a rempli la salle dans un récital de Oberon. Au festival de Norwich, il a été sensationnel dans  Elias et Israël en Égypte. Après son apparition en novembre à la Sacred Harmonic Society (en) dans Judas Maccabaeus, un critique a écrit, le manteau de John Braham est destiné à reposer (sur Reeves). Le critique Henry Chorley (en) a écrit que Reeves avait créé « une révolution positive dans l'interprétation des oratorios de Haendel ».

## Opéra italien
Reeves a fait une tournée à Dublin au Théâtre Royal en 1849, pour M. Calcraft. Après cette association réussie, il assiste là-bas aux débuts de la soprano irlandaise Catherine Hayes (en), dans Lucia : M. Paglieri, son partenaire dans Edgardo, est hué par les loges et Reeves est contraint de prendre sa place au cours du spectacle. Ses débuts italiens à Londres au Covent Garden ont eu lieu en 1849, dans le rôle d'Elvino de La sonnambula de Bellini, en partenariat avec Fanny Tacchinardi-Persiani (la créatrice du rôle-titre dans Lucia) : il a fait un grand effet de grande déclamation lyrique dans Tutto e sciolto... Ah ! perche non posso odiarti?. Après son Edgardo dans Lucia, le Elvino de Reeves était généralement considéré comme son meilleur rôle dans l'opéra italien. Au cours de l'hiver 1849, il est revenu à l'opéra anglais et, en 1850, chez Her Majesty, il a connu un nouveau grand succès dans Ernani de Verdi, en face de Elvira de Mdlle Parodi et de Don Carlo de Giovanni Belletti, qui était sur le point de se lancer dans une tournée américaine à l'invitation de Jenny Lind. Lors des rappels, le cri de Reeves ! a été unanime.

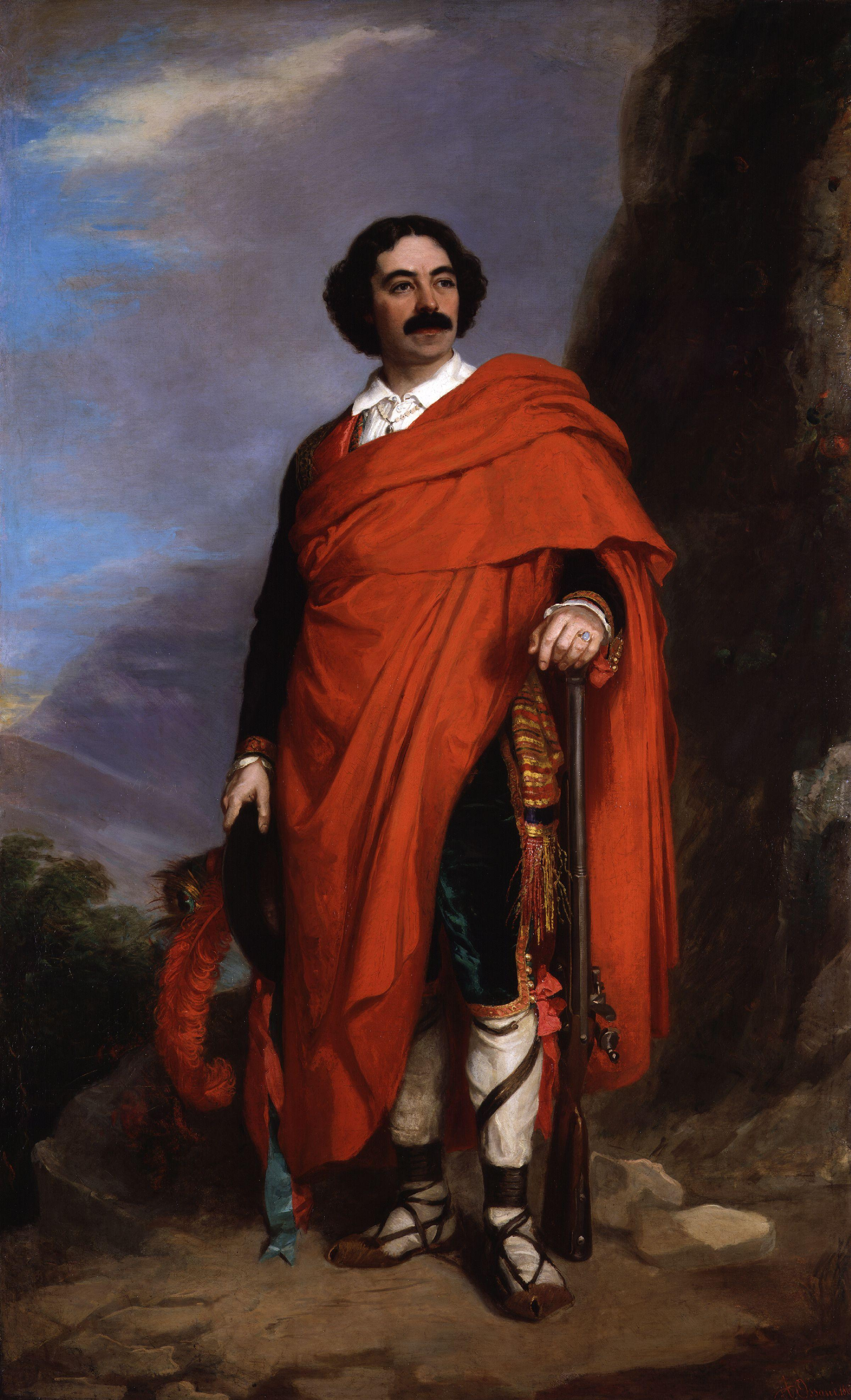
Reeves dans le rôle titre de Fra Diavolo, qu'il a joué pour la première fois en 1852 à Drury Lane.

Le 2 novembre 1850, il a épousé Charlotte Emma Lucombe (1823-1895), une soprano qui a connu une brève mais brillante saison à la Sacred Harmonic Society (en) et avait rejoint la même compagnie que Reeves à Covent Garden. Elle y est apparue avec succès dans le rôle de Haydée dans l'opéra de Daniel Auber, et est restée sur scène pendant quatre ou cinq ans après leur mariage. Emma Reeves idolâtrait son mari et, des années plus tard, elle est devenue presque obsessionnellement attentive à son confort et à sa réputation,.
En février 1851, ils retournent à Dublin, où Reeves devait se produire au côté de la soprano Giulia Grisi, mais elle était indisposée et M. et Mme Reeves sont apparus ensemble dans les rôles principaux de Lucia di Lammermoor, La Sonnambula, Ernani et I puritani de Bellini. Reeves y a également joué Macheath dans The Beggar. Emma et Sims Reeves ont eu cinq enfants, dont Herbert Sims Reeves et Constance Sims Reeves qui sont devenus des chanteurs professionnels.
Dublin est immédiatement suivi d'un engagement par Benjamin Lumley au Théâtre des Italiens, à Paris, où il chante Ernani, Carlo dans Linda di Chamounix (avec Henriette Sontag) et Gennaro dans Lucrezia Borgia de Donizetti. En 1851, Reeves chante le rôle de Florestan dans Fidelio aux côtés de Sophie Cruvelli tenant le rôle de Leonore et certains ont pensé qu'il la surpassait en splendeur.

## Les années 1850: priorité aux concerts
Au cours des trois décennies suivantes, Reeves était devenu le principal ténor de Grande-Bretagne. Il a eu l'honneur de chanter en privé pour la Reine Victoria et le Prince Albert. Michele Costa, Arthur Sullivan et les autres grands compositeurs britanniques de l'époque ont écrit des parties de ténor spécialement pour lui. Il pouvait exiger des honoraires allant jusqu'à 200 £ par semaine pour ses apparitions.
Reeves était généreux envers les jeunes chanteurs, et cette générosité a plus tard été à son avantage. Vers 1850, Reeves a encouragé James Henry Mapleson (en), qui lui demandait conseil en tant que chanteur. Il l'a envoyé étudier avec Alberto Mazzucato au conservatoire de Milan. En 1855, il a donné au jeune Charles Santley (en) des encouragements amicaux, lui recommandant de contacter Francesco Lamperti pour ses prochaines études en Italie. L'association en concert de Reeves avec Santley a continué jusqu'à la dernière année de sa vie. Mapleson, qui devint un important directeur de théâtre, a fait la promotion des apparitions lyriques de Reeves dans les années 1860.
Au cours des années 1850, la carrière de Reeves s'éloigne de la scène et se concentre de plus en plus sur les apparitions en concert. Reeves a chanté dans toutes les provinces anglaises. Michele Costa (plus tard Sir Michael) a composé deux oratorios pour le Festival triennal de musique de Birmingham avec des parties de ténor principal écrites pour Reeves. Le premier, Eli, a été présenté en 1855, et (ce qui est exceptionnel pour un oratorio) des rappels ont été demandés. L'effet du solo et du chœur des Philistins, Hark the Trumpet Sounding électrisait le public. Le même effet a été observé auprès du public par les trois grands ténors italiens Mario, Italo Gardoni et Enrico Tamberlick.
Reeves a remporté ses plus grands triomphes en oratorio aux festivals Haendel au Crystal Palace. Au festival inaugural de juin 1857, il a chanté Le Messie, Israël en Egypte et Judas Maccabaeus, et ceux-ci ont été répétés au festival du centenaire de Haendel de 1859, lorsqu'il était en compagnie de Willoughby Weiss, Clara Novello, Mme Charlotte Sainton-Dolby et Giovanni Battista Belletti (it). Dans Sound an Alarm pendant ce festival, Reeves a fait sensation et le public s'est levé pour l'applaudir. Pourtant, le Musical World considérait que son "The Enemy Said" de Israël en Egypte dépassait même cela, et était l'exploit vocal du festival.
Lors de l'inauguration de l'hôtel de ville de Leeds en 1858, il était soliste lors de la création de la pastorale The May Queen de William Sterndale Bennett.

## Retour sur scène

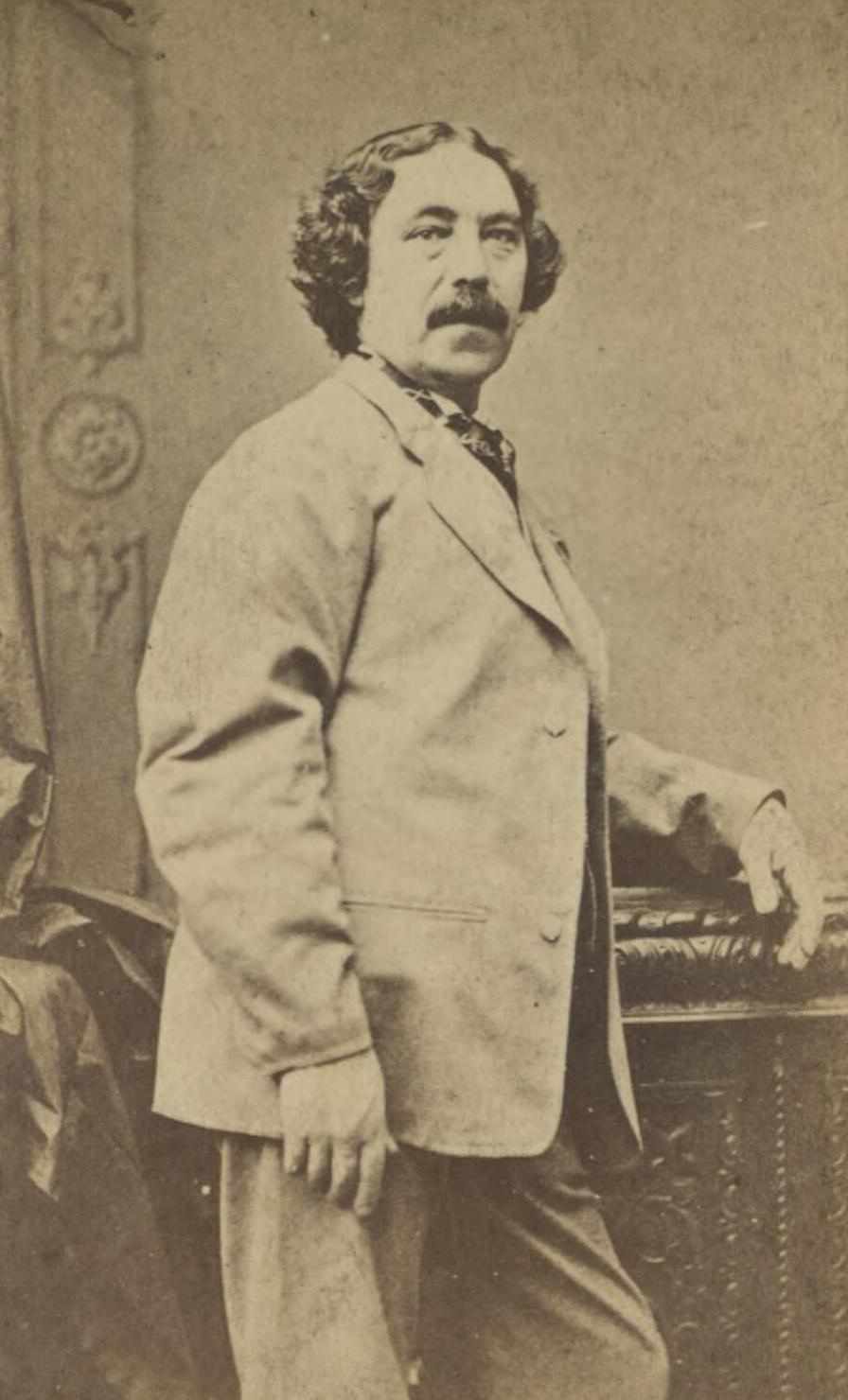
Photographie de Reeves des années 1860

Après une période d'absence de la scène, en 1859-1860 une version anglaise de Iphigénie en Tauride de Gluck par HF Chorley a été présentée par Charles Hallé à Manchester, avec Reeves, Charles Santley (en), Belletti et Catherine Hayes (en), et deux représentations privées ont également été données dans la maison de Lord Ward. Mapleson avait engagé Reeves, Santley et Helen Lemmens-Sherrington pour une saison d'été et d'hiver organisée par Benjamin Lumley, et en 1860, ils ont obtenu un grand succès dans Robin Hood de George Macfarren (texte de John Oxenford) chez Sa Majesté, toujours sous la direction de Hallé. Cette nouvelle composition comportait plusieurs passages très spectaculaires écrits pour Reeves dans son rôle de Locksley, dont « Englishmen by birth are free », « The grasping, rasping Norman race », « Thy gentle voice would lead me on », et une grande scène en prison. Cela a été une plus grande réussite dans la vente de billets que les nuits italiennes avec Il trovatore et Don Giovanni malgré les présences rivales de la soprano Thérèse Tietjens et du ténor Antonio Giuglini (en).
En 1862, Reeves présente Mazeppa, une cantate écrite pour lui par Michael William Balfe. En juillet 1863, Reeves est apparu pour Mapleson dans le rôle de Huon dans Oberon - le rôle écrit pour John Braham - avec Tietjens, Marietta Alboni, Zelia Trebelli, Alessandro Bettini (it), Edouard Gassier et Santley. Après une tournée cet hiver-là en tant que Huon, Edgardo et dans le rôle-titre de Faust de Gounod, (avec Tietjens) à Dublin, en 1864, il apparaît chez Her Majesty dans Faust et est particulièrement complimenté pour l'instinct dramatique du soliloque de Faust à l'acte I et la superbe énergie du duo avec Méphistophélès qui clôt l'acte. Le critique de Reeves dans ce rôle fait des remarques sur le bon état de sa voix à cette date,. Bien que le critique Eduard Hanslick ait affirmé que la voix avait déjà « disparu » en 1862, Herman Klein pensait qu'elle était encore à son apogée en 1866 : « une illustration plus exquise de ce qu'on appelle la véritable qualité de ténor italien qu'elle serait impossible à imaginer : et cette délicieuse douceur, cette rare combinaison de richesse « veloutée » avec un timbre sonore, il la conserva dans un volume décroissant presque jusqu'à la fin. ».

## Oratorio et cantate
En mai 1862 au St James's Hall, Reeves a participé à ce qu'il croyait être la première représentation complète en Angleterre de la Passion selon saint Matthieu de J. S. Bach. C'était sous la direction de William Sterndale Bennett, avec Mme Sainton-Dolby et Willoughby Weiss. À propos de ce concert, Reeves (qui respectait généralement fidèlement la partition d'un compositeur) a écrit : « La partie de ténor... est dans de nombreux endroits tellement non vocale, et les intervalles sont si difficiles à prendre, que j'ai été obligé de la modifier : sans, bien sûr, déranger les accents ou la rendre en aucune façon inappropriée avec l'harmonie existante. Dès que j'ai terminé mon travail, auquel j'avais apporté le plus grand soin, je l'ai soumis à Bennett, qui, sauf en un seul endroit, a approuvé tout ce que j'avais fait ; et c'était ma version pour la partie de ténor qui a été chantée lors du concert mémorable de Bennett, et qui est encore chantée à ce jour. ».

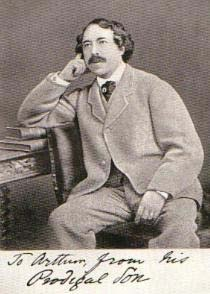
"À Arthur de son fils prodigue"

Dans le deuxième oratorio écrit pour Reeves par Michele Costa, Naaman (créé pour la première fois à l'automne 1864), les solistes étaient Reeves, Adelina Patti (sa première apparition dans un oratorio), Miss Palmer et Santley. Le quatuor « Honour and Glory » a été répété à la demande immédiate et spontanée. En 1869, Reeves, Santley et Tietjens ont chanté dans la première de la cantate d'Arthur Sullivan The Prodigal Son, au Festival de Worcester. Santley considérait l'interprétation par Reeves du passage « I will arise and go to my father » comme une expérience unique. Reeves a également chanté dans la première de l'oratorio de Sullivan, The Light of the World (en), avec Tietjens, Trebelli et Santley.
Reeves revendiquait une filiation étroite et directe avec plusieurs des grands ténors des oratorios de Haendel et de Mendelssohn. Les airs Men, Brothers and Fathers, Hearken to me (de Paulus), et The Enemy has Said et Sound an Alarm (Judas Maccabaeus) étaient particulièrement préférés, et son ami Rev Archer Thompson Gurney (en) a également vanté son Waft her, angels (Jephtha), son Samson et son Acis (Love in her eyes sits playing),.

## Débat sur le diapason
La réclamation de Reeves au Crystal Palace a été très remarquée et a été répétée à chaque festival triennal suivant jusqu'en 1874. Au cours des années 1860, Reeves a estimé nécessaire de faire des déclarations publiques contre l'augmentation constante du diapason anglais, qui était un demi-ton plus haut qu'ailleurs en Europe et un ton plein plus haut qu'à l'âge de Gluck. La hauteur de l'orgue au festival de Birmingham a été (nécessairement) abaissée, après qu'une réduction similaire ait été imposée par des artistes seniors de Drury Lane. Des chanteuses comme Adelina Patti et Christine Nilsson ont fait des demandes similaires. Cependant, Sir Michael Costa a résisté au changement et Reeves a finalement retiré sa participation aux festivals Haendel du Crystal Palace, organisés par la Sacred Harmonic Society. Pour cette raison, il n'a plus collaboré avec la Sacred Harmonic Society par la suite,.

## Les dernières années

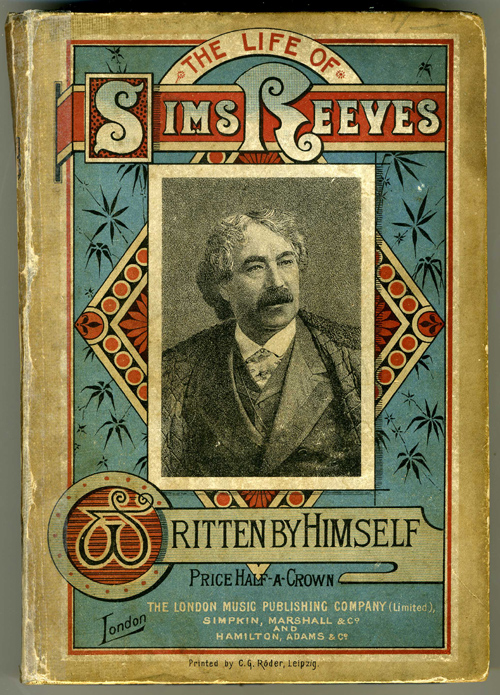
La couverture illustrée des Mémoires de Reeves de 1888.

Au cours de l'hiver 1878-1879, il apparut avec un immense succès dans The Beggar's Opera et dans The Waterman, à Covent Garden. Edward Lloyd, qui a pris la place de Reeves en tant que ténor principal aux festivals de Haendel, a chanté avec lui et avec le ténor Ben Davies, dans une représentation du trio pour voix de ténor 'Evviva Bacco' de Curschmann, lors d'un concert au St James's Hall en 1889.
La retraite de Reeves de la vie publique, d'abord annoncée comme devant avoir lieu en 1882, n'eut lieu qu'en 1891. Puis un concert d'adieu à son intention fut donné au Royal Albert Hall dans lequel Reeves lui-même s'est produit, soutenu par Christine Nilsson, et au cours duquel il a reçu un éloge funèbre de Sir Henry Irving. George Bernard Shaw a fait remarquer que même alors, dans des airs de Haendel comme Total Eclipse (Samson), il peut encore laisser le deuxième meilleur ténor d'Angleterre derrière une distance incommensurable. La chanson "Come into the Garden, Maud", que Balfe avait écrite pour lui en 1857, apparaissait souvent dans ses derniers concerts.
Il est certain que Reeves est resté devant le public longtemps après que ses moyens aient diminué. Il a investi ses économies dans une malheureuse spéculation, et il a été obligé de réapparaître en public pendant plusieurs années. Plus tard dans sa carrière, il s'est souvent retiré des concerts annoncés en raison des effets du rhume sur son système vocal fragile et d'une susceptibilité malheureuse due aux effets de la nervosité. Cela lui a causé également des difficultés financières : outre la perte de revenus des engagements, des jugements pour inexécution ont été rendus contre lui, y compris en 1869 et 1871. L'accusation (qui a eu un certain écho) qu'il s'était mis à boire, a été démentie par son ami Sir Charles Santley.
En 1890, Shaw déclara que les nombreuses apparitions annulées de Reeves avaient été faites entièrement par souci de pure intégrité artistique « que peu apprécient pleinement », mais le laissaient à la tête de sa profession et avaient exigé d'énormes efforts de conviction artistique, de courage, d'autonomie et de respect de lui-même. Il a écrit à propos d'une représentation de The Message de Jacques Blumenthal (en), Malgré tous ses soins, il n'a plus que peu de notes maintenant ; pourtant l'effet merveilleusement révélateur et la qualité unique de ces quelques notes le qualifient toujours comme le seul chanteur anglais qui a travaillé à sa manière, et à tout prix, pour atteindre et préserver la perfection idéale du son..
Klein a dit à peu près la même chose que Shaw : « L'entendre, longtemps après avoir dépassé l'âge de soixante-dix ans, chanter « Adelaide » ou « Deeper and Deeper Still » ou « The Message » était une démonstration de contrôle de la respiration, de la couleur du son, du phrasé et de l'expression, qui peut vraiment être qualifiée d'unique. Reeves a chanté dans deux concerts de la première saison de The Proms, au Queen's Hall en 1895 (au cours duquel le diapason continental un peu plus bas a été utilisé). Ce sont les deux seuls concerts de cette saison à afficher complet : tous les autres ont fait au moins 50 £ de perte.
En 1888, Reeves a publié Sims Reeves, his Life and Recollections (Sims Reeves, sa vie et ses souvenirs), suivi de My Jubilee, or, Fifty Years of Artistic Life (Mon jubilé, ou, cinquante ans de vie artistique) en 1889. En même temps, il est devenu enseignant à la Guildhall School of Musique and theatre. Son livre de 1900, On the Art of Singing, décrit ses méthodes pédagogiques. Après la mort de sa femme en 1895, il a épousé rapidement une de ses étudiantes, Lucy Maud Madeleine Richard (née en 1873), et le couple a fait une tournée en Afrique du Sud l'année suivante. Reeves est décédé à Worthing, en Angleterre, le 25 octobre 1900 et a été incinéré à Woking.

## Un exemple vocal et héritage
« The Death of Nelson (La mort de Nelson) » de John Braham occupait une place importante dans le répertoire de concert de Reeves. Reeves était naturellement conscient que sa carrière reflétait celle de Braham et remarqua que, comme Braham, son succès avait de multiples facettes, à l'opéra, dans les concerts d'oratorio et dans les ballades. La coïncidence qui a vu sa carrière débuter l'année de la retraite de Braham en 1839, et les premières critiques prédisant qu'il reprendrait le flambeau de Braham, ont à la fois créé une prophétie et aidé à l'accomplir. Braham était un virtuose de la vieille école italienne, capable d'aborder des passages fleuris avec intensité, précision et une puissance déclamatoire. En « relevant le flambeau », Reeves adoptait consciemment la même étendue pour son répertoire et, à son meilleur niveau, avait une déclamation très puissante et souple combinée à une grande douceur de ton et à une puissance mélodique. 
Shaw a situé sa « belle fermeté et pureté de ton » à la hauteur de celles d'Adelina Patti et de Charles Santley (en). Sir Henry Wood a comparé la nature caressante de sa voix à celle de Richard Tauber, ajoutant : « Je n'entends jamais l'air Deeper and Deeper Still (Haendel) sans penser à sa belle inflexion et qualité. »>.
Dans les rôles de ténor de Haendel, son successeur immédiat dans les représentations au Crystal Palace, jusqu'en 1900, a été le ténor anglais Edward Lloyd, qui a enregistré Sound an Alarm, Lend me your Aid (Gounod - La Reine de Saba), des solos de ténor d'Elijah, Death of Nelson de Braham, Tom Bowling de Charles Dibdin et des ballades de style déclamatoire (comme « I'll sing thee songs of Araby » de Frederic Clay ; « Alice, Where es-you ? » et « Come into the Garden, Maud » ) - tous étroitement identifiés avec Reeves - dans les premières années du vingtième siècle. En 1903, Herman Klein écrivait que « le manteau de Braham et de Sims Reeves, dignement porté par Edward Lloyd, reposait plus ou moins facilement sur les épaules de Ben Davies (en), un chanteur dont l'instinct musical et l'intelligence rares ont toujours partiellement compensé son échelle inégale. et son manque de notes de tête sonnantes. » (Cela suggère peut-être une certaine comparaison avec leurs grands prédécesseurs, dans le style de déclamation de Lloyd et Davies.). Cependant, Klein a admis plus tard que ni Lloyd ni Davies n'ont jamais prétendu être les successeurs de Reeves.
Reeves était membre du Garrick Club, où, dans sa jeunesse, il fréquentait William Makepeace Thackeray, Charles Dickens, Thomas Talfourd (en), Charles Kemble, Charles Kean, Albert Smith et Shirley Brooks (en).